# Saint-Germain-du-Puch

Saint-Germain-du-Puch este o comună în departamentul Gironde din sud-vestul Franței. În 2009 avea o populație de 2.075 de locuitori.

## Evoluția populației
| An        | 1975  | 1982  | 1990  | 1999  | 2006  | 2009  |
| --------- | ----- | ----- | ----- | ----- | ----- | ----- |
| Populație | 1.395 | 1.615 | 1.813 | 1.982 | 2.019 | 2.075 |